# 晋中市
晋中市（しんちゅう-し）は、中華人民共和国山西省東部に位置する地級市。

## 地理
山西省中部に位置し、陽泉市、太原市、呂梁市、臨汾市、長治市、河北省に接する。市内は東高西低の地勢となっており、殆どが海抜1,000mを越える丘陵地帯となっており、最も低い霊石県南西部の汾河沿岸でも海抜547mとなっている。

## 歴史
春秋時代には晋が晋中西部に祁県・鄔県（現在の介休市）・涂水県（楡次区）・馬首県（寿陽県）の4県を設置し、西部は白狄による肥国が存在していた。戦国期になると韓・趙・魏の三国が割拠していた。
秦が中国統一すると、前221年、晋中地区は晋陽県が設置され太原郡の管轄とされ、後漢には太原郡・西河郡・楽平郡の3郡が設置されている。南北朝時代には中国北部を統治した北魏により并州（太原郡・楽平郡・郷郡）及び汾州（西河郡・定陽郡）が設置された。
隋代になると583年（開皇3年）に郡制廃止に伴い并州・介州・韓州・遼州の4州が設置されたが、607年（大業3年）に郡制が再施行され、太原郡・西河郡両郡が、更に行政区画の整理が行われ太原郡・介休郡に改編された。
唐代になると頻繁な行政変更が加えられた後、883年（中和3年）に太原府及び汾州・遼州が設置され、清末まで沿襲された。
明清時代には「晋商」と呼ばれる山西商人が中国全土で活動した。平遥県・祁県・太谷県は晋商が集い本拠を置く中国の金融の中心として栄えた。当時は「金太谷、銀祁県、銅平遥」とも称され、その名残を残す建築や邸宅は各地に残る。特に平遥古城は街並みや城壁の保存状態が非常によく、世界遺産にも登録されている。
中華人民共和国が成立すると1949年に山西省の管轄となり、楡次専区が設置され、公署が楡次県に設置された。1958年には楡次専区は晋中専区と、1970年には更に晋中地区と改称された。
1999年9月24日、晋中地区及び県級市としての楡次市の廃止が決定され、新たに晋中市が設立された。2000年10月、晋中市人民政府が正式に成立し現在に至っている。

## 行政区画
2市轄区・1県級市・8県を管轄する。
- 市轄区：
  - 楡次区・太谷区
- 県級市：
  - 介休市
- 県：

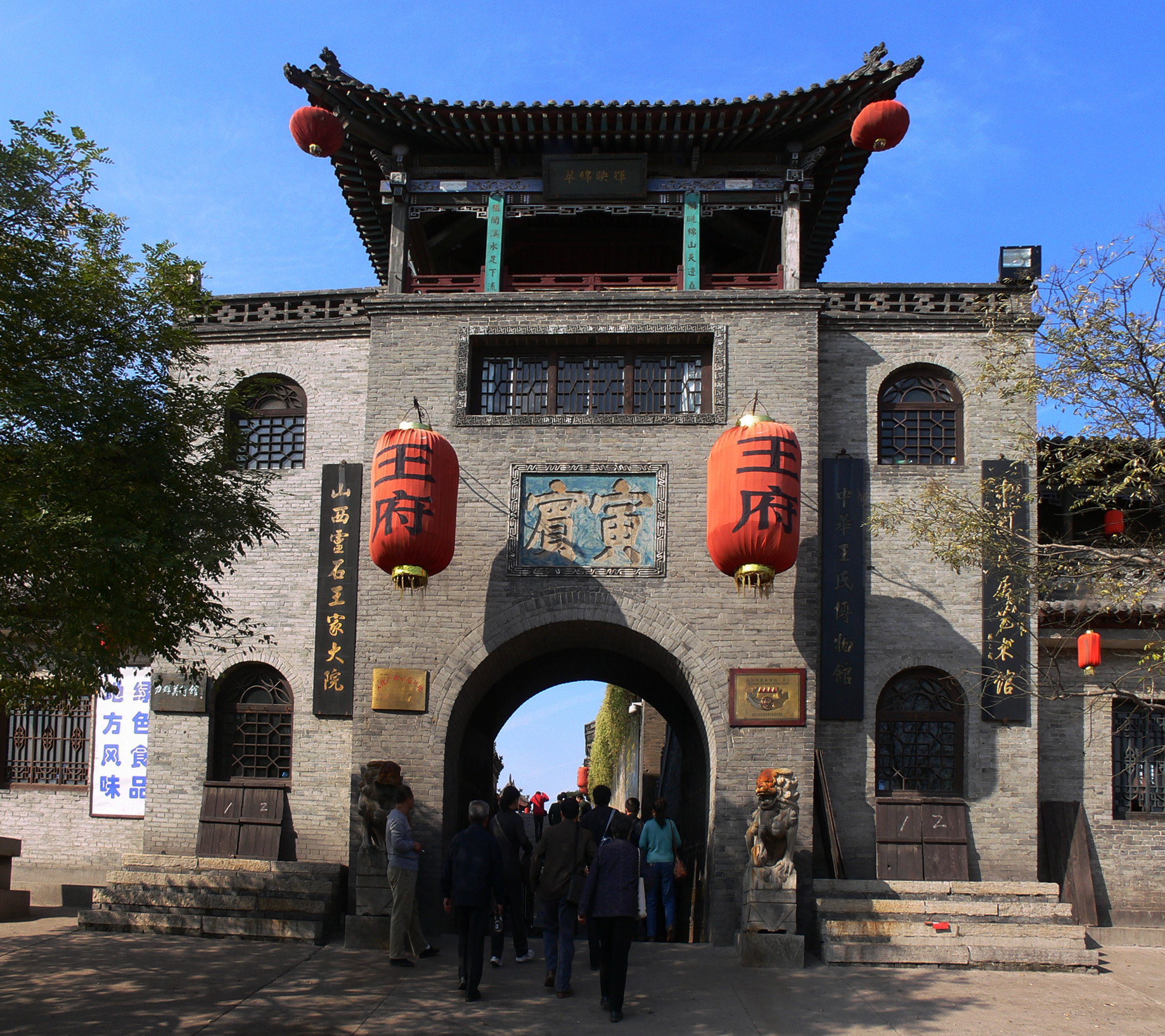
山西商人の邸宅。霊石県の王家大院

  - 昔陽県・霊石県・祁県・左権県・寿陽県・和順県・平遥県・楡社県

| 晋中市の地図                                                               |
| -------------------------------------------------------------------------- |
| 楡次区 太谷区 楡社県 左権県 和順県 昔陽県 寿陽県 祁県 平遥県 霊石県 介休市 |

### 年表
この節の出典

#### 楡次専区
- 1949年10月1日 - 中華人民共和国山西省楡次専区が成立。楡次市・楡次県・平定県・盂県・寿陽県・祁県・太谷県・介休県・霊石県・平遥県・昔陽県・和順県・左権県・楡社県・陽泉工鉱区が発足。(1市13県1工鉱区)
- 1949年11月23日 - 楡次市が楡次県に編入。(13県1工鉱区)
- 1951年3月16日 - 汾陽専区汾陽県・文水県・交城県・清源県・徐溝県・孝義県を編入。(19県1工鉱区)
- 1951年12月11日 - 陽泉工鉱区が市制施行し、地級市の陽泉市に昇格。(19県)
- 1952年6月13日 - 清源県・徐溝県が合併し、清徐県が発足。(18県)
- 1952年6月17日 - 興県専区臨県・方山県・離石県・中陽県を編入。(22県)
- 1954年4月9日 (1市21県)
  - 離石県・方山県が合併し、離山県が発足。
  - 楡次県の一部が分立し、楡次市が発足。
- 1955年2月15日 - 左権県の一部が河北省邯鄲専区武安県に編入。(1市21県)
- 1955年12月26日 - 平定県の一部が河北省石家荘専区井陘県に編入。(1市21県)
- 1957年3月22日 - 平定県の一部が河北省石家荘専区井陘県に編入。(1市21県)
- 1958年5月29日 - 楡次県が楡次市に編入。(1市20県)
- 1958年6月4日 - 陽泉市を編入。陽泉市が県級市に降格。(2市20県)
- 1958年8月29日 - 交城県の一部が忻県専区陽曲県の一部と合併し、太原市河口工鉱区となる。(2市20県)
- 1958年9月5日 - 平定県が陽泉市に編入。(2市19県)
- 1958年11月3日 - 楡次専区が晋中専区に改称。

#### 晋中地区
- 1958年11月21日 (2市7県)
  - 清徐県が太原市河西区に編入。
  - 盂県・昔陽県が陽泉市に編入。
  - 寿陽県が楡次市に編入。
  - 祁県が太谷県に編入。
  - 交城県が汾陽県、太原市河口工鉱区に分割編入。
  - 文水県が汾陽県に編入。
  - 霊石県・孝義県が介休県に編入。
  - 離山県・中陽県が合併し、離石県が発足。
  - 左権県が和順県に編入。
  - 楡社県が晋東南専区武郷県に編入。
- 1960年1月7日 (2市14県)
  - 陽泉市の一部が分立し、昔陽県・盂県が発足。
  - 楡次市の一部が分立し、寿陽県が発足。
  - 離石県の一部が分立し、中陽県が発足。
  - 汾陽県の一部が分立し、文水県・交城県が発足。
  - 晋東南専区武郷県の一部が分立し、楡社県が発足。
- 1960年2月16日 - 和順県の一部が分立し、左権県が発足。(2市15県)
- 1961年7月9日 (2市19県)
  - 介休県の一部が分立し、霊石県・孝義県が発足。
  - 太谷県の一部が分立し、祁県が発足。
  - 陽泉市の一部が分立し、平定県が発足。
- 1961年11月22日 - 陽泉市が地級市の陽泉市に昇格。(1市19県)
- 1963年3月16日 - 楡次市が県制施行し、楡次県となる。(20県)
- 1970年1月11日 - 晋中専区が晋中地区に改称。(20県)
- 1970年3月21日 - 陽泉市を編入。陽泉市が県級市に降格。(1市20県)
- 1971年4月6日 (1市13県)
  - 孝義県・文水県・交城県・汾陽県・離石県・中陽県・臨県が呂梁地区に編入。
  - 霊石県の一部が呂梁地区孝義県・中陽県、臨汾地区隰県の各一部と合併し、呂梁地区交口県となる。
- 1971年6月5日 - 楡次県の一部が分立し、楡次市が発足。(2市13県)
- 1972年3月9日 - 陽泉市が地級市の陽泉市に昇格。(1市13県)
- 1983年7月28日 (1市10県)
  - 盂県・平定県が陽泉市に編入。
  - 楡次県が楡次市に編入。
- 1992年2月10日 - 介休県が市制施行し、介休市となる。(2市9県)
- 1999年9月24日 - 晋中地区が地級市の晋中市に昇格。

#### 晋中市
- 1999年9月24日 - 晋中地区が地級市の晋中市に昇格。(1区1市9県)
  - 楡次市が区制施行し、楡次区となる。
- 2019年11月6日 - 太谷県が区制施行し、太谷区となる。(2区1市8県)

## 経済
晋中市は石炭、鉄、アルミニウム、硫黄などの地下資源に恵まれ、特に無煙石炭の品質は高く中国全土に供給されている。これらの地下資源を活用した石炭や金属関連の工業以外に、産出される良質な土壌を利用した製陶業、農村での養蚕業から発展した紡績業を中心に軽工業も発達している。
また農業分野でも山西省で重要な地位を占めており、特に野菜と食肉出荷は全省一の生産量を誇っている。

## 交通
鉄道
- 石太線
- 南同蒲線

道路
- 太旧高速道路
- 太長高速道路

## 人物
- 祁奚
- 王允
- 王維
- 温庭筠
- 文彦博
- 祁寯藻